# Белчер (острови)

Острови Белчер (на английски: Belcher Islands) са група острови навмиращи се в източната част на Хъдсъновия залив. Площта им е 3000 км2 и се нареждат на 24-то място по големина в Канадския арктичен архипелаг. Макар да са доста отдалечени на юг от самия архипелаг островите административно влизат в канадската територия Нунавут, затова се водят към архипелага.
Островите се състоят от близо 1500 острова, островчета, скали и рифове, обединени в 4 групи:
- о-ви Норт Белчер – група от над 700 островчета, скали и рифове в северната част, като най-големи са Джонсън, Лейди и Слинит;
- о-ви Бейкърс-Дозен – включват над 50 островчета и скали на североизток;
- о-ви ист Белчер – група от 15 острова в източната част;
- о-ви Флаерти – състоящи се 9 големи острова (Флаерти, Инеталинг, Кугонг, Мавор, Мур, Снап, Сплит, Тукарак и Вайганд) и над 300 малки островчета и скали.

Като цяло островите са изградени от протерозойски седименти и вулканични породи. Релефът е равнинен с максимална височина 155 м на остров Тукарак. открити са значителни залежи на желязна руда, които все още не се разработват. Почвите са бедни с преобладаваща тундрова растителност. В крайбрежните води има изобилие от рибни пасажи. островите са обиталиже на моржове. На сушата живеят голямо количество стада северни елени и гнездят много прелетни птици.
В северната част на остров Флаерти, на 56°33′ с. ш. 79°14′ з. д. / 56.55° с. ш. 79.233333° з. д. се намира единственото селище на островите Саникилуак, в което живеят 744 души (2009 г.).
Островите са открити през 1610 г. от английския мореплавател Хенри Хъдсън, но чак през 1914-1916 г. са изследвани и детайлно картирани от топографът Робърт Флаерти (1884-1951), който впоследствие става известен кинорежисьор. На негово име е кръстен и най-големия остров в архипелага.
|  | Тази страница частично или изцяло представлява превод на страницата Belcher Islands в Уикипедия на английски. Оригиналният текст, както и този превод, са защитени от Лиценза „Криейтив Комънс – Признание – Споделяне на споделеното“, а за съдържание, създадено преди юни 2009 година – от Лиценза за свободна документация на ГНУ. Прегледайте историята на редакциите на оригиналната страница, както и на преводната страница, за да видите списъка на съавторите. ВАЖНО: Този шаблон се отнася единствено до авторските права върху съдържанието на статията. Добавянето му не отменя изискването да се посочват конкретни източници на твърденията, които да бъдат благонадеждни. |